# عصر (تاريخ)
العصر في المفهوم التاريخي مصطلح يطلق على فترة زمنية ذات خصائص تميزها عن الفترات الأخرى.
وقد يعتمد تصنيف الفترات الزمنية على أنها عصور على عدة عوامل، منها التغيرات السياسية، كما نطلق على الفترة العباسية اسم العصر العباسي. أو قد يعتمد على تغيرات إجتماعية مثل عصر النهضة، والعصور المظلمة. أو على تغيرات حضارية مثل العصر الحجري أو العصر البرونزي.
ويختلف مفهوم العصر عن مفهوم العهد في إن العهد يمثل بعداً سياسيا أكثر من العصر فهو يؤرخ لفترة حكم سلالة حاكمة أو ملك أو رئيس. وعادةً ما يكون العهد أقصر مدةً من العصر.

## العصر لغةً
إن كلمة العصر بذاتها لها معانٍ مختلفة تختلف باختلاف السياق، فالعصرُ هو الدهر، أما العصرُ في التاريخ فهو الزمن الذي يُنسبُ إلى ملكٍ أو دولةٍ أو أحداثٍ بارزة أو اكتشافاتٍ وتطوراتٍ غيّرت وجه العالم، ويستطيع المؤرخون تقسيمه وتحديد بدايته ونهايته وفقاً لأوجه الشبه ضمن هذا الإطار الزمني كأن يُقال مثلاً: العصر الحجريّ وعصر الخلفاء الراشدين وعصر المعلوماتية وما إلى ذلك، ومن السهل تمييز بداية ونهاية عصرٍ ما، فالكساد الكبير مثلاً كان في ثلاثينيات القرن الماضي، ولكن لا يمكن تمييز كل العصور بالوضوح ذاته وهناك الكثير من الجدل بين المؤرخين حول حقيقة الإطار الزمني لبعض العصور.

## توصيف العصور
قد توصف بعض الفترات التاريخية بأوصاف تعكس الطابع الحضاري والإجتماعي لتلك العصور، من باب تميزها وقد تشمل هذه المسميات والتوصيفات على :
- عصر ذهبي : هو العصر الذي شهدت فيه الحضارة ذروة عطاءها سواءاً على الصعيد السياسي أو العلمي أو الإجتماعي.[4]
- عصر مظلم : هو العصر الذي شهدت فيه الحضارة المعنية إنحطاطاً أو دماراً أو تفشى فيه الجهل أو المرض.
- عصر نهضة : تطلق هذه التسمية على العصر الذي يتلو العصر المظلم والذي تشهد فيه الحضارة عودتها إلى سابق عهدها.